# Georges-André Vachon
Pour les articles homonymes, voir Vachon.
Pour l'historien, voir André Vachon.
Georges-André Vachon, né le 8 janvier 1926 à Strasbourg et mort à Montréal le 18 avril 1994, est un prêtre catholique, professeur, écrivain et critique littéraire québécois.
Entre autres spécialiste de Paul Claudel, il est professeur à l'Université de Montréal.

## Biographie
Membre de la Compagnie de Jésus, il étudie à l’Université de Montréal (licence en philosophie, 1949), à Louvain (licence en théologie, 1958) et à l’Université de Paris, où il obtient en 1963 un doctorat pour une thèse sur Paul Claudel .
Il est d’abord professeur au Collège de Sudbury (1950-1952), au Collège Jean-de-Brébeuf (Montréal, 1952-1954) et au Collège Sainte-Marie (Montréal, 1963-1964). En 1965, il devient professeur au Département d'études françaises de l'Université de Montréal. De 1966 à 1978, il y dirige Études françaises, revue canadienne de critique et de théorie littéraires publiée aux Presses de l'Université de Montréal.
À sa mort, en 1994, Lise Gauvin lui rend hommage : « Toujours à l'affût des questions posées par les différentes avancées du savoir, G.-André Vachon possédait un sens critique aigu doublé d'une vaste érudition. L'un et l'autre étaient aimantés par une interrogation sans cesse reprise, au risque du ressassement, à partir de quelques notions fondamentales et toujours irrésolues : la question de l'origine, celle de l'identité, celle de la langue… Ce sont ces questions/méditations qui traversent l'ensemble de son œuvre et en assurent l'unité ».

## Publications

### Livres
- Le Temps et l'espace dans l'œuvre de Paul Claudel : expérience chrétienne et imagination poétique, Paris, Seuil, coll. « Pierres vives », 1965, 401 p.
- Une tradition à inventer, Montréal, Presses de l'Université de Montréal, coll. « Conférences J.-A. de Sève », no 10, 1968, 27 p.
- Rabelais tel quel, Montréal, Presses de l'Université de Montréal, coll. « Lectures », 1977, 144 p.  (ISBN 0840503458)
- Esthétique pour Patricia. Suivi d'un écrit de Patricia B., Montréal, Presses de l'Université de Montréal, coll. « Lectures », 1980, 144 p.  (ISBN 2760604918)
- Toute la terre à dévorer, Paris, Seuil, 1987, 187 p.  (ISBN 2020095998)
- Nominingue, Montréal, Éditions du silence, 1995, 25 p.  (ISBN 2-920180-38-X)
- Une tradition à inventer, Montréal, Boréal, coll. « Papiers collés », 1997, 236 p.  (ISBN 2-89052-803-0)

### Ouvrage collectif
- Ozias Leduc et Paul-Émile Borduas, Montréal, Presses de l'Université de Montréal, coll. « Conférences J.A. de Sève », 1973, 152 p.  (ISBN 0840502249)

### Articles et chapitres de livres (sélection)
- « Conclusions et perspectives », dans Fernand Dumont et Jean-Charles Falardeau (sous la dir. de), Littérature et société canadiennes-françaises, Québec, Presses de l’Université Laval, 1964.
- « Le domaine littéraire québécois en perspective cavalière », dans Pierre de Grandpré (sous la dir. de), Histoire de la littérature française du Québec. Tome I, Montréal, Beauchemin, 1967, p. 27-33.
- « Une tradition à inventer », dans Littérature canadienne-française, Montréal, Presses de l’Université de Montréal, coll. « Conférences J.-A. de Sève », 1969, p. 267-289.
- « L'acquisition d'une culture », Orphée, no 2, 1970.
- « Le colonisé parle », Études françaises, vol. 10, no 1, 1974, p. 61-78.
- « Le roman. Une littérature qui se louisianise ? », Études françaises, vol. 7, n° 4, 1971, p. 411-424 (lire en ligne).
- « Québec, fin de siècle », dans Autrement, le Québec. Conférences 1988-1989, Montréal, Université de Montréal, Département d’études françaises, coll. « Paragraphes », no 2, 1989, p. 51-65.  (ISSN 0843-5235)
- « Qui serons-nous ? », Liberté, no 212, avril 1994, p. 113-126.  (ISSN 0024-2020)
- « Le français des Québécois », Liberté, no 213, juin 1994, p. 178-186.  (ISSN 0024-2020)
- « Tradition, lecture, culture », dans Joseph Melançon, Nicole Fortin et Georges Desmeules (sous la dir. de), La lecture et ses traditions, Québec, Nuit blanche éditeur, coll. « Les Cahiers du Centre de recherche en littérature québécoise de l'Université Laval », série « Colloques », 1994, p. 233-243.  (ISBN 2-921053-24-1)
- « Prix de la revue Études françaises », Études françaises, vol. 50, no 1-2, 2014, p. 185-189, https://www.erudit.org/fr/revues/etudfr/2014-v50-n1-2-etudfr01490/1026235ar/ (ISBN 978-2-7606-3440-4)  (ISSN 0014-2085)
- Voir la bibliographie rédigée par Patrick Poirier, « Quelques écrits de Georges-André Vachon », Études françaises, vol. 31, n° 2, automne 1995, p. 193-202. https://www.erudit.org/fr/revues/etudfr/1995-v31-n2-etudfr1079/035993ar/
- Le numéro de la revue Études françaises, « Hommage à Georges-André Vachon », vol. 31, n° 2, automne 1995, a republié six articles de Georges-André Vachon. http://revue-etudesfrancaises.umontreal.ca/volume-31-numero-2/

## Honneurs
- 1965 - Prix Québec-Paris pour Le Temps et l'espace dans l'œuvre de Paul Claudel : expérience chrétienne et imagination poétique
- 1966 - Prix du Gouverneur général du Canada pour Le Temps et l'espace dans l'œuvre de Paul Claudel : expérience chrétienne et imagination poétique

### Sources
- Dumont, François, « La théorisation de l’essai au Québec », dans Joseph Melançon (sous la dir. de), Le discours de l’université sur la littérature québécoise, Québec, Nuit blanche éditeur, série « Recherche », 1996, p. 331-356.  (ISBN 2-921053-52-7)
- Davaille, Florence, « Les dessous de la littérature : quand Georges-André Vachon pousse Ahmadou Kourouma à récrire Les soleils des indépendances », Études françaises, vol. 50, no 1-2, 2014, p. 24-47.  (ISBN 978-2-7606-3440-4)  (ISSN 0014-2085)
- Gauvin, Lise, « Présentation. Trentième anniversaire. Hommage à Georges-André Vachon », Études françaises, vol. 31, no 2, automne 1995, p. 3-10.